# Ivan Daniš (politik)
Ivan Daniš (* 7. dubna 1943) byl slovenský a československý politik, po sametové revoluci poslanec Sněmovny lidu Federálního shromáždění za HZDS.

## Biografie
Ve volbách roku 1992 byl za HZDS zvolen do Sněmovny lidu. Ve Federálním shromáždění setrval do zániku Československa v prosinci 1992.
V krajských volbách roku 2001 byl jistý Ivan Daniš zvolen do zastupitelstva pro Banskobystrický kraj za koalici HZDS-SMER. Na mimořádném krajském sněmu HZDS v Banské Bystrici v roce 2004 byl jistý Ivan Daniš zvolen místopředsedou pro média. V komunálních volbách v roce 2010 na Slovensku se mezi kandidáty do zastupitelstva města Banská Bystrica uvádí i Ivan Daniš, věk 67 let, profesí obchodní ředitel, který kandidoval za koalici stran HZDS, SMER a SNS.